# Elisabetta Sofia di Lorena
Elisabetta Sofia di Lorena (Marie Élisabeth Sophie; Francia, 1710 – 2 agosto 1740) fu una nobildonna francese seconda moglie di Armand de Vignerot du Plessis, Duca di Richelieu.

## Biografia
Nacque nel 1710 e fu la secondogenita di Giuseppe di Lorena, conte di Harcourt e di sua moglie Marie Louise Jeannin de Castille. Sua sorella maggiore Luisa Enrichetta Francesca sposò il Duca di Bouillon nel 1725.
Membro del Casato di Guisa fondato da Claudio, Duca di Guisa, fu una Principessa di Lorena in quanto discendente patrilineare di Renato II, Duca di Lorena. A corte, lei, come la sua famiglia Lorena, detenevano il rango di Prince étranger, un rango che era immediatamente inferiore a quello della Famiglia Reale ed i Principe del sangue. Ciò le dava anche diritto all'appellativo di Sua Altezza.
Relazioni familiari comprendevano Emanuele Maurizio, Duca d'Elbeuf, la Badessa di Remiremont, la Principessa di Epinoy ed una Regina consorte di Sardegna.
Fu proposta come sposa per Paul II Anton Esterházy, un principe del Casato di Esterházy, a distinto soldato e patrono della musica. Il matrimonio non si materializzò.

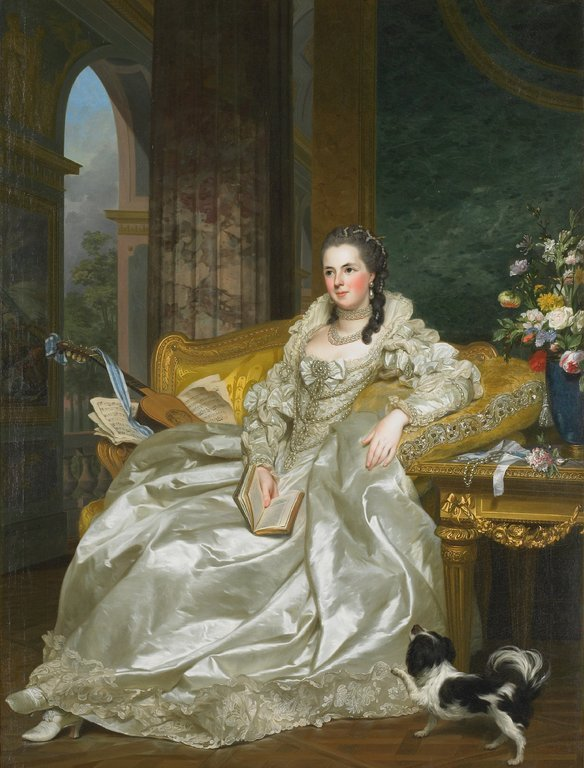
Sua figlia Jeanne Sophie ritratta da Roslin.

Alla fine, con l'aiuto di Voltaire, il Duxa di Richelieu sposò Elisabetta Sofia. Poiché era una Principessa di Lorena, Richelieu dové chiedere il permesso all'allora Duca di Lorena Francesco III Stefano. Il Duca di Lorena accettò ed Elisabetta Sofia sposò Armand de Vignerot du Plessis, duc de Richelieu il 7 aprile 1734.
Richelieu era stato sposato in precedenza con Anne Catherine de Noailles e non aveva avuto figli. Elisabetta Sofia tuttavia, gli diede due figli incluso il successivo duca di Richelieu.
La corte disse che Elisabetta Sofia aveva una determinata and a heart capable of great affection and gratitude. Era elogiata per le sue virtù, natura passionale e moglie devota di uno dei più famigerati donnaioli del periodo.
Morì di scorbuto fra le braccia di suo marito il 2 agosto 1740 all'età di circa 30 anni e solo cinque mesi dopo la nascita di sua figlia. Fu sepolta nella Chapelle de la Sorbonne il 20 agosto 1740. Nel 1780, suo marito si sposò ancora con Jeanne Catherine Josèphe de Lavaulx; non ci furono figli da questo matrimonio.

## Discendenza
1. Antoine de Vignerot du Plessis (4 febbraio 1736 – 1791) sposò Adélaide Gabrielle de Hautefort nel 1765 ed ebbe figli; sposò Marie Antoinette de Gallifet ed ebbe figli;
2. Jeanne Sophie de Vignerot du Plessis (1º marzo 1740 – 14 ottobre 1773) sposò Don Casimir Pignatelli, Conte di Egmont, Duca di Bisaccia nel 1755; senza figli.

## Ascendenza
|                                  |                             |                              | Genitori                         |  |  | Nonni |  |  | Bisnonni                   |  |  | Trisnonni           |  |
|                                  |                             |                              |                                  |  |  |       |  |  | François-Louis de Lorraine |  |  | Charles II d'Elbeuf |  |
|                                  |                             |                              |                                  |  |  |       |  |  | François-Louis de Lorraine |  |  | Charles II d'Elbeuf |  |
|                                  |                             | Catherine de Bourbon-Vendôme |                                  |  |  |       |  |  | François-Louis de Lorraine |  |  |                     |  |
| Alphonse-Henri de Lorraine       |                             |                              |                                  |  |  |       |  |  | François-Louis de Lorraine |  |  |                     |  |
|                                  |                             | Anne d'Ornano                | Henri François Alphonse d'Ornano |  |  |       |  |  |                            |  |  |                     |  |
|                                  |                             | Anne d'Ornano                | Henri François Alphonse d'Ornano |  |  |       |  |  |                            |  |  |                     |  |
|                                  |                             | Anne d'Ornano                | Marguerite de Modène de Montlor  |  |  |       |  |  |                            |  |  |                     |  |
| Anne-Marie-Joseph de Lorraine    |                             | Anne d'Ornano                |                                  |  |  |       |  |  |                            |  |  |                     |  |
|                                  |                             | Charles de Brancas           | Georges de Brancas               |  |  |       |  |  |                            |  |  |                     |  |
|                                  |                             | Charles de Brancas           | Georges de Brancas               |  |  |       |  |  |                            |  |  |                     |  |
|                                  |                             | Charles de Brancas           | Julienne-Hippolyte d'Estrées     |  |  |       |  |  |                            |  |  |                     |  |
| Marie-Françoise de Brancas       |                             | Charles de Brancas           |                                  |  |  |       |  |  |                            |  |  |                     |  |
|                                  |                             | Suzanne Garnier              | Mathieu Garnier                  |  |  |       |  |  |                            |  |  |                     |  |
|                                  |                             | Suzanne Garnier              | Mathieu Garnier                  |  |  |       |  |  |                            |  |  |                     |  |
|                                  |                             | Suzanne Garnier              | Louise Bazin                     |  |  |       |  |  |                            |  |  |                     |  |
| Élisabeth-Sophie de Lorraine     |                             | Suzanne Garnier              |                                  |  |  |       |  |  |                            |  |  |                     |  |
|                                  | Nicolas Jeannin de Castille | Pierre de Castille           |                                  |  |  |       |  |  |                            |  |  |                     |  |
|                                  | Nicolas Jeannin de Castille | Pierre de Castille           |                                  |  |  |       |  |  |                            |  |  |                     |  |
|                                  | Nicolas Jeannin de Castille | Charlotte Jeannin            |                                  |  |  |       |  |  |                            |  |  |                     |  |
| Gaspard Jeannin de Castille      | Nicolas Jeannin de Castille |                              |                                  |  |  |       |  |  |                            |  |  |                     |  |
|                                  |                             | Claude de Fieubet            | Gaspard de Fieubet               |  |  |       |  |  |                            |  |  |                     |  |
|                                  |                             | Claude de Fieubet            | Gaspard de Fieubet               |  |  |       |  |  |                            |  |  |                     |  |
|                                  |                             | Claude de Fieubet            | Claude Ardier                    |  |  |       |  |  |                            |  |  |                     |  |
| Marie Louise Jeannin de Castille |                             | Claude de Fieubet            |                                  |  |  |       |  |  |                            |  |  |                     |  |
|                                  |                             | Nicolas Dauvet               | Gaspard Dauvet                   |  |  |       |  |  |                            |  |  |                     |  |
|                                  |                             | Nicolas Dauvet               | Gaspard Dauvet                   |  |  |       |  |  |                            |  |  |                     |  |
|                                  |                             | Nicolas Dauvet               | Isabelle Brûlart                 |  |  |       |  |  |                            |  |  |                     |  |
| Louise Diane Dauvet              |                             | Nicolas Dauvet               |                                  |  |  |       |  |  |                            |  |  |                     |  |
|                                  |                             | Chrétienne de Lantage        | Jacques de Lantage               |  |  |       |  |  |                            |  |  |                     |  |
|                                  |                             | Chrétienne de Lantage        | Jacques de Lantage               |  |  |       |  |  |                            |  |  |                     |  |
|                                  |                             | Chrétienne de Lantage        | Anne de Foissy                   |  |  |       |  |  |                            |  |  |                     |  |
|                                  |                             | Chrétienne de Lantage        |                                  |  |  |       |  |  |                            |  |  |                     |  |

## Titoli, appellativi, onorificenze e stemma

### Titoli ed appellativi
- 1710 – 7 aprile 1734 Sua Altezza Mademoiselle de Guise (Son Altesse Mademoiselle de Guise)
- 7 aprile 1734 – 2 agosto 1740 Sua Altezza la Duchessa di Richelieu (Son Altesse Madame la duchesse de Richelieu)